# Książkowice
Książkowice – przysiółek wsi Rogalice w Polsce położony w województwie opolskim, w powiecie brzeskim, w gminie Lubsza. Miejscowość wchodzi w skład sołectwa Rogalice.
W latach 1975–1998 miejscowość administracyjnie należała do ówczesnego województwa opolskiego.